# Juno Reactor
Juno Reactor je britská elektronická hudební skupina, působící od roku 1990.

## Historie
Jejich počátky se datují do roku 1990, kdy Ben Watkins, dnešní leader této skupiny, a Stephen Holweck založili Juno Reactor jako experimentální ambientní projekt. Ale u ambientu dlouho nezůstali a v roce 1993 vydali svoje první album, Transmissions, které je považováno za jedno z prvních alb v žánru goa trance. Další album, Beyond the Infinite, se blížilo spíše stylu psytrance.
Jejich třetí album, Bible of Dreams, vydané v roce 1997 již obsahovalo množství world music a tribal prvků, což jen potvrdilo tendenci této skupiny jít stále vpřed. Na tomto albu také poprvé spolupracovali s tradiční africkou perkusní skupinou Amampondo.
Další album Shango, vydané v roce 2000, na kterém mimo jiné spolupracoval kytarista Steve Stevens, je už opravdu víc world než trance, ale přece jen je stále poznat, že to je Juno Reactor.
V roce 2004 vyšlo další album s názvem Labyrinth, jeho zvuk byl mnohem více orchestrální a industriální.
V roce 2008 vyšlo album Gods and Monsters, jeho obsah je velice rozmanitý. Vyskytují se zde prvky jazzu, rocku, dubstepu, ale i původní world music a orchestrální hudby, méně již trance.
Juno Reactor přispěli skladbami na soundtracky k mnoha filmům, jako například Matrix Reloaded, Matrix Revolutions, Animatrix, Mortal Kombat, Brave story, Drive, Eraser, Virtuozita, Texhnolyze, Tenkrát v Mexiku.

## Ben Watkins
Ben Watkins je zakladatel, skladatel, klávesista, kytarista a občasný zpěvák této skupiny. Hudbu začal dělat již v roce 1982 v Londýně (kde se také narodil) jako člen skupiny The Hitmen a později Empty Quarter. Ovšem po těchto převážně kytarově založených skupinách zformoval společně s Adamem Petersem duo The Flowerpot Men. Nahráli několik skladeb, které by se daly označit za techno a pak se rozpadli. Watkins poté krátce spolupracoval s několika jinými skupinami (např. Psychoslaphead) a poté založil Juno Reactor.

## Diskografie

### Alba
- 1993 Transmissions
- 1994 Luciana
- 1995 Beyond The Infinite
- 1997 Bible Of Dreams
- 2000 Shango
- 2002 Odyssey 1992-2002
- 2004 Labyrinth
- 2008 Gods and Monsters
- 2013 The Golden Sun of the Great East
- 2015 The Golden Sun ... Remixed
- 2018 The Mutant Theatre

### Živě
- 2002 Shango Tour 2001 Tokyo (Live In Tokyo)
- 2007 Juno Reactor Live Audio Visual Experience (Tokio)

### Singly
- 1993 Laughing gas
- 1994 High Energy Protons
- 1995 Guardian Angel
- 1996 Samurai
- 1996 Conga Fury
- 1997 Jungle High
- 1997 God Is God
- 1997 God Is God (Front 242 Mixes)
- 2000 Pistolero
- 2001 Masters Of The Universe
- 2002 Hotaka
- 2003 Zwara
- 2013 Final Frontier
- 2017 Our World

### Remixy 1993-2003
- Ana Voog - Hollywood (Juno Reactor 7" Mix)
- Anne Clark - Wallies (Night Of The Hunter Remix by Juno Reactor)
- Devo - Whip It (HMS & M Mix)
- Fatima Mansion's - The Loyaliser (JR Vocal Mix)
- Gravity Kills - Guilty (Juno Reactor Instrumental)
- Gravity Kills - Guilty (Juno Reactor Remix)
- Juno Reactor - Alash (When I Graze My Beautiful Sheep)
- Juno Reactor - Conga Fury (Animatrix Mix)
- Juno Reactor - Jardin De Cecile (Man With No Name Remix)
- Juno Reactor & Creatures - I'm Here... Another Planet
- Juno Reactor & Don Davis - Mona Lisa Overdrive
- Juno Reactor & Don Davis - Tetsujin
- Juno Reactor & Don Davis - The Trainman Cometh
- Juno Reactor vs. Don Davis - Burly Brawl
- Killing Joke - Millenium (Back To Orion Mix)
- Laibach - Final Countdown (Juno Reactor Remix)
- Siouxsie & The Banshees - Stargazer (Mambo Sun Remix)
- Siouxsie & The Banshees - Stargazer (Planet Queen Mix)
- Skold - Anything (Dominatrix Mix)
- Sunkings - Starbuck (Juno Reactor Remix)
- Traci Lords - Control
- Traci Lords - Control (Juno Reactor Instrumental)
- Traci Lords - Fallen Angel
- Traci Lords - Fallen Angel (P. Oakenfold Mix)
- Traci Lords - Fallen Angel (Perfecto Mix)
- Traci Lords - Good-N-Evil
- Traci Lords - Outlaw Lover